# Tabata Amaral
Tabata Claudia Amaral de Pontes (ur. 14 listopada 1993 r. w São Paulo) – brazylijska politolog i polityk, od 1 lutego 2019 r. posłanka Izby Deputowanych Kongresu Narodowego jako reprezentantka partii Socjalizm i Wolność.

## Życiorys
Urodzona 14 listopada 1993 r. w São Paulo jako córka pomocy domowej i kierowcy autobusu, uczęszczała do szkoły publicznej. Laureatka olimpiady matematycznej, stypendystka na Uniwersytecie Harvarda, na którym ukończyła astrofizykę i nauki polityczne. Po powrocie do kraju zapisała się do ruchu Renovacao Brasil Eduardo Mufareja. Po ukończonych półrocznych studiach w szkole ruchu zapisała się do partii Socjalizm i Wolność. Z powodzeniem kandydowała do parlamentu i od 1 lutego 2019 r. została posłanką do Izby Deputowanych. W trakcie obrad parlamentarnej komisji ds. edukacji w kwietniu tego samego roku Amaral skrytykowała ministra edukacji Ricardo Veleza, zarzucając mu niekompetencję, nieprzygotowanie i brak profesjonalizmu. Krytyka Amaral była na tyle celna, że Velez dwa tygodnie później został zdymisjonowany przez prezydenta Jaira Balsonaro.